# Taddiport
Taddiport – osada w Anglii, w hrabstwie Devon, w dystrykcie North Devon.